# Héspere
En la mitología griega Héspere o Hesperia era una de las hespérides, las bellas ninfas —tres o cuatro, según diferentes autores— que cuidaban de un jardín en el Occidente donde se hallaban unas manzanas de oro. Cuando los argonautas llegaron a donde habitaban en busca de agua, las hespérides se transformaron primero en polvo y tierra y luego en árboles, de manera que Héspere se transformó en un álamo. Con respecto a su nombre, Héspere lo cita Apolonio de Rodas; hay autores que citan el nombre de Hesperetusa y Hesperusa pero los editores de la Biblioteca mitológica de Apolodoro dividen este nombre en Hesperia y Aretusa —pese a que en los códices figura un nombre compuesto: Hestia Eretusa.